# 花肩鳃鳚
花肩鳃鳚（学名：Omobranchus germaini），又名吉氏肩鰓鳚，为輻鰭魚綱鳚形目鳚科肩鳃鳚属的鱼类。分布西太平洋臺灣、香港至新喀里多尼亞海域，深度0至3公尺，本魚體呈橢圓形，略側扁，無觸鬚，具一對犬齒，頭部有波浪狀垂直線條，眼睛後面有淺色邊緣的黑斑，斜褐色條紋，側面有彎曲的白線，體淡棕色至棕色，背鰭硬棘12-14枚、背鰭軟條18-23枚、臀鰭硬棘2枚、臀鰭軟條21-26枚，體長可達8公分，多栖息于浅海或低潮带的珊瑚礁区。该物种的模式产地在新几内亚。